# ジェルンディオ
ジェルンディオ (gerundio) とは、イタリア語での動詞の活用（叙法）の一つである。主語によって変化しない不定法に属する。また、副詞のような働きをする。
現在進行形を作るのに用いられることや、イタリア語のジェルンディオの訳が他の言語での動名詞にあたるため（たとえば英語では動名詞を gerund という）、動名詞と訳されることもあるが、「～すること」を指す名詞の働きはしない。また、スペイン語の gerundio と綴りが同じため、現在分詞と訳されることもあるが、現在分詞は異なる活用 (participio presente) が別に存在しているため適切でない。上記のことから、イタリア語文法用語としてジェルンディオで定着している。
現在進行形のほか、「……ながら」（現在）、「……ので」（過去）といった従属節的な意味に用いられる。
ジェルンディオは単独では、接続詞のように働く。
例：L’appetito vien mangiando.
訳：食欲は食べるうちに出てくる。
用法としてはフランス語のジェロンディフ（gérondif: 前置詞 en＋現在分詞の形）に似ている。